# Heroïne
Heroïne (C21H23NO5), stofnaam diacetylmorfine, is een uiterst verslavende en schadelijke harddrug. Het is een geurloos, bitter smakend opiaat en is de 3,6-diacetylester van morfine. De stof komt voor als een wit poeder of bruine, stugge kristallen, die zeer goed oplosbaar zijn in water. In de hersenen worden er één of twee acetylgroepen van diacetylmorfine afgesplitst, waardoor 6-mono-acetyl-morfine (6-MAM) en morfine ontstaan.

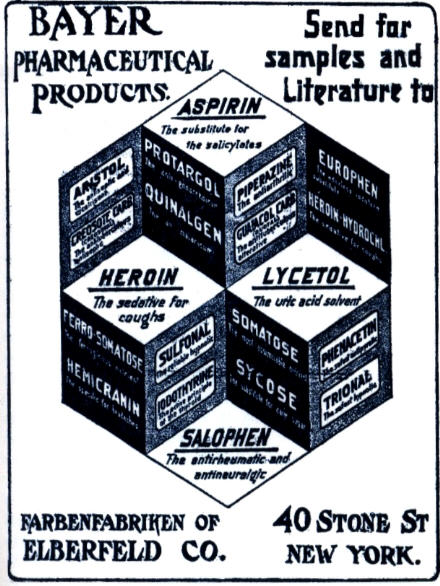
De Duitse geneesmiddelenfabrikant Bayer bracht diacetylmorphine als een zelfzorgmedicijn en registreerde er in 1898 de merknaam "heroïne" voor.

Diacetylmorfine werd eind 19e eeuw ontwikkeld door de Duitse geneesmiddelenfabrikant Bayer, die in 1898 de merknaam "Heroïne" registreerde voor de stof. Inmiddels is de merknaam "Heroïne" zo ingeburgerd dat het als soortnaam wordt gebruikt.
Bayer promootte heroïne aanvankelijk als een niet-verslavend alternatief voor morfine in hoestdranken. Morfine was destijds een populair medicijn en Bayer zocht een vergelijkbaar alternatief zonder de verslavende werking van morfine, maar heroïne bleek uiteindelijk opmerkelijk veel verslavender dan morfine.
Het Europees waarnemingscentrum voor drugs en drugsverslaving meldt dat de straatwaarde van bruine heroïne varieerde in 2006 van €14,50 per gram in Turkije tot €110 per gram in Zweden, waarbij de meeste rapporterende landen in Europa melding maakten van prijzen tussen de €30 en €45 per gram. Straatheroïne is vaak onzuiver en al dan niet opzettelijk vermengd met vulstoffen, zoals melksuiker. Zodra heroïne verwarmd wordt verspreidt de stof een sterk prikkelende geur.

## Werking
Heroïne is een van de meest verslavende en schadelijkste harddrugs. Het werkt sneller dan morfine, daar bij de synthese van heroïne acetylgroepen aan het morfinemolecuul gekoppeld worden. Door deze acetylgroepen wordt het molecuul beter vetoplosbaar (lipofiel) en passeert heroïne sneller de bloed-hersenbarrière dan morfine. In de hersenen worden de acetylgroepen van heroïne afgesplitst, waardoor weer morfine ontstaat, dat het effect op de hersenen geeft. Heroïne is goed oplosbaar in water en wordt bijvoorbeeld in het Verenigd Koninkrijk ook wel als krachtige pijnstiller gebruikt. Morfine bindt zich in de hersenen aan de endorfine-receptoren.
Endorfine is een neurotransmitter die pijnstillend werkt via het substantie P-neuron.
Endorfine speelt een ook belangrijke sturende rol in het beloning- en genotscentrum van de hersenen. Endorfine bindt zich aan het GABA-neuron en vermindert de afgifte van GABA. Minder GABA-afgifte stimuleert de productie van dopamine. Endorfine bindt zich ook aan de receptoren van het dopamine-neuron en regelt zo de remming van de dopamine-afgifte en herstelt dus het evenwicht van de dopamine-afgifte.
Morfine, in tegenstelling tot endorfine, breekt slecht af. Morfine bindt beter en langer aan GABA-neuronen dan aan dopamine-neuronen. Morfine creëert dus een roes aan dopamine en ontregelt bij voortdurend gebruik de dopamineproductie, wat leidt tot ontwenningsverschijnselen. Morfine is zeer pijnstillend. Het remt de productie van substantie P en blokkeert de receptoren.

## Wijze van gebruik
Heroïne wordt meestal ingenomen door middel van inhaleren van de damp (chinezen). De heroïne wordt als poeder op een stukje aluminiumfolie verhit waardoor de heroïne smelt en daarna in dampvorm overgaat. Die damp wordt vervolgens door een rietje ingeademd.
Vroeger werd het ook vaak via een injectie ingenomen, maar mede door de angst voor aids is die groep gebruikers kleiner geworden: de groep mensen die heroïne injecteert bestaat voornamelijk uit oudere (langgebruikende) gebruikers en gebruikers uit landen waar nog wel veel intraveneus gebruikt wordt. Voor injectie wordt het vaak opgelost in een licht zure vloeistof (bijvoorbeeld citroensap) in een lepel die boven een vlammetje wordt verwarmd, waarna de oplossing door een filtreerpapiertje of watje heen (dat als filter voor vaste deeltjes dient) in een injectiespuit wordt opgezogen.
Om de risico's van aids of hiv-besmetting door gebruik van gecontamineerde naalden te verkleinen, zijn er in onder meer Nederland spuitenruilprogramma's beschikbaar.
Een andere methode is snuiven: het rechtstreeks opsnuiven van de heroïnepoeder door de neus. Het wordt niet als lekker ervaren, maar geeft een gevoel dat vergelijkbaar is met spuiten (en dus sterker dan bij het chinezen). Het wordt het meest gebruikt als roken niet of slechts heel lastig mogelijk is, bijvoorbeeld bij gebrek aan folie of vuur.
Oraal gebruik (opeten of de oplossing drinken) is goed mogelijk maar geeft een minder intensieve roes en is daarom onder verslaafden niet populair. Ook is het mogelijk om de heroïne in een sigaret te doen. Dit levert geen echte flash op en is ook duurder dan spuiten.

## Gebruik en verslavingsbehandeling in Nederland
In Nederland schat men dat een kleine groep van 0,4% van de volwassen bevolking ooit heroïne heeft genomen, dat zijn dus ongeveer 30.000 a 80.000 mensen. In 2015 waren ongeveer 11.000 mensen onder behandeling voor verslaving aan heroïne, waarvan 9000 mensen als hoofdverslaving. Veel heroïneverslaafden hebben ook een cocaïneverslaving.

## Gezondheidsnadelen

De schade en afhankelijkheid van verschillende soorten drugs grafisch uitgebeeld. In beide opzichten scoort heroïne uitzonderlijk hoog wijst de grafiek uit.

Gebruik van alle opiaten leidt tot ernstige constipatie. Heroïne kan ook het hongergevoel onderdrukken waardoor mensen niet voldoende meer eten, met alle gezondheidsrisico's van dien.
Tevens heeft langdurig chinezen een funeste invloed op de longfunctie.

## Overdosis
Een overdosis heroïne is levensgevaarlijk omdat het de ademhaling onderdrukt. Deze onderdrukte ademhaling op zich hoeft niet direct levensbedreigend te zijn, maar de geïntoxiceerde persoon kan door de verlaagde zuurstofspanning in het bloed gaan braken. In combinatie met een verlaagd bewustzijn kan dit braaksel worden ingeademd waarna de persoon in kwestie kan stikken. Ernstige overdoses kunnen de ademhaling helemaal doen stoppen, maar bij gebruik van opiaten treedt gewenning op: een dosis die door een geroutineerde gebruiker goed wordt verdragen kan voor een beginneling fataal zijn. Ook een geroutineerde gebruiker, die door omstandigheden (bijvoorbeeld detentie of afkicken) een tijdje geen heroïne gebruikt en daarna meteen weer overgaat op de dosering die hij of zij daarvoor gebruikte, loopt gevaar op een overdosering doordat de tolerantie voor het middel is afgenomen.

## Herkomst
Heroïne wordt gemaakt uit papaver. In de 20e eeuw werd die plant het meest verbouwd in het grensgebied tussen Thailand, Laos en Birma (Gouden Driehoek) maar in de 21e eeuw bevinden zich de voornaamste leveranciers van de grondstof in het (grens)gebied tussen Afghanistan en Pakistan, dat bekendstaat als de Gouden Sikkel.
De bewerkingscyclus die de papaver ondergaat voordat het te boek staat als heroïne, omvat activiteiten die voor de gemiddelde boer niet haalbaar zijn. Zij leveren de papaver aan tussenhandelaren.
Veel boeren in de Afghaanse en Pakistaanse regio zien geen mogelijkheid tot alternatieve exploitatie van de hen beschikbaar staande dorre gronden. De papaver, een van oudsher oersterk gewas, is eenvoudig te oogsten en brengt (relatief) veel geld op. Er lopen diverse internationale agricultiverende projecten om de betreffende boeren te voorzien van een verrijkte grond.

## Problematisch gebruik in Nederland
Nederland kreeg begin jaren '70 van de 20e eeuw te maken met problematisch heroïnegebruik. Met het einde van de Vietnamoorlog raakten Chinese dealers aldaar hun klanten kwijt. Veel Amerikaanse soldaten waren verslaafd aan de drug. Door het vertrek van de Amerikanen zochten de Chinezen een ander werkterrein. Nederland kende al een kleine Chinese gemeenschap en voor de Chinezen was het gemakkelijk, gemakkelijker althans dan in veel andere landen, om Nederland binnen te komen. De drugsdealers streken neer in Amsterdam, waar ze hun handel voortzetten. 'Pah fun', noemden de Chinezen het zelf: ‘de witte dood’. Je kon het, net als een loempia, kopen bij de ‘afhaalchinees’. Er waren kapitalen mee te verdienen en dat leidde tot een felle strijd om de macht over de handel tussen Chinese maffiabendes. Duizenden jongeren raakten verslaafd, zóveel dat hulpverleners het niet aankonden. Het gedwongen vertrek van duizenden illegale Chinezen haalde niets uit omdat Surinamers (en later Turken) de handel en smokkel van heroïne overnamen. Eind jaren '70 was de kop van de Zeedijk het centrum van ongekende criminaliteit.
Vanuit Amsterdam verspreidde heroïne zich over de rest van het land, vooral naar de grote steden.
In de jaren '80 bereikte de drugsproblematiek in Nederland zijn hoogtepunt. Sinds de tweede helft van de jaren '90 nam de populariteit van het middel af.

## Behandeling verslaafden

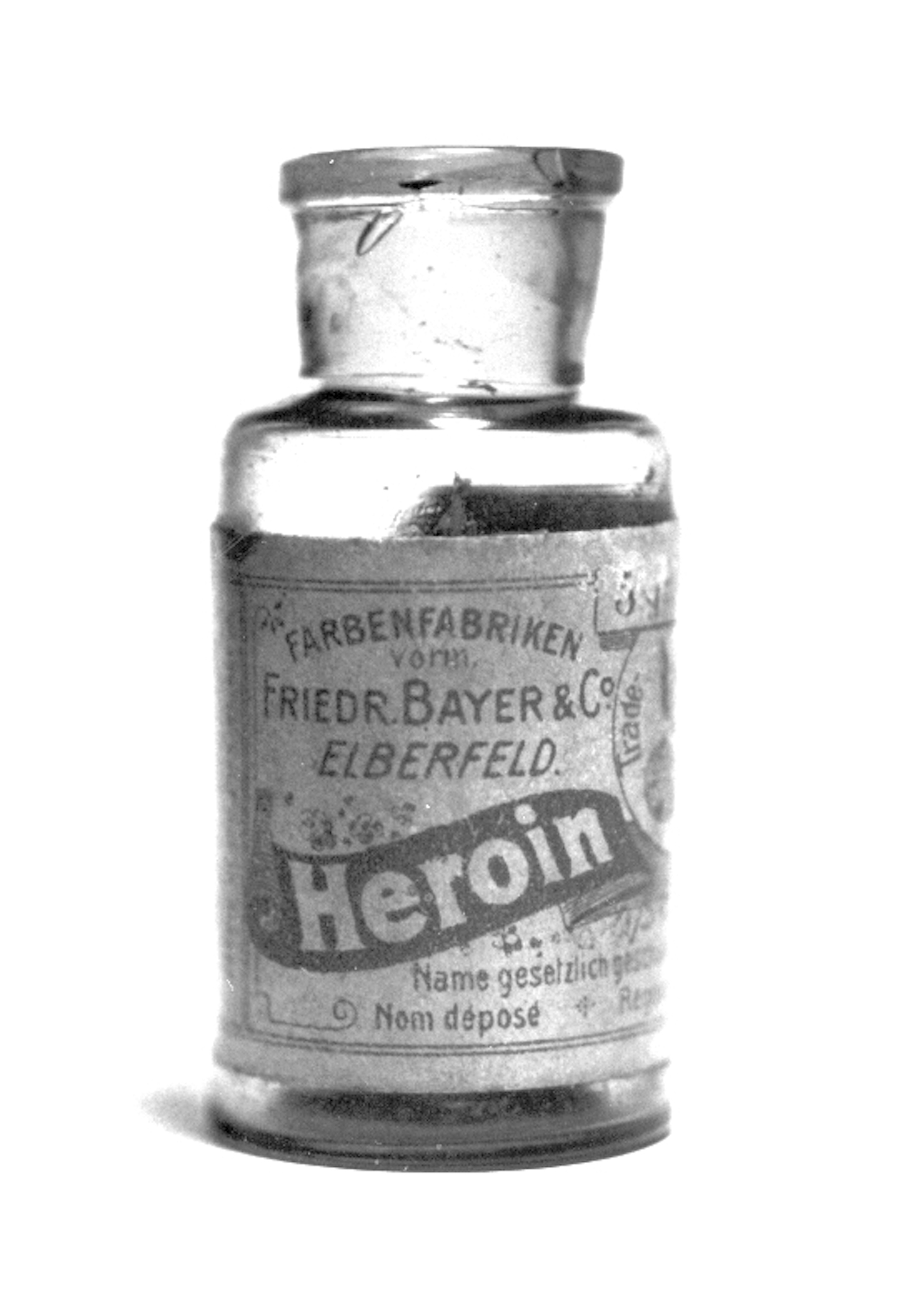
Vooroorlogse farmaceutische heroïne van het merk Bayer.

Sinds begin 1999 (na afronding van een succesvolle testperiode) liep in de regio's Amsterdam, Rotterdam, Den Haag, Groningen, Heerlen, Eindhoven en Utrecht een experiment met heroïneverstrekking op medisch voorschrift. Onderzocht werd of heroïne op medisch voorschrift een gunstigere uitwerking had op de lichamelijke gezondheid en het psychisch functioneren dan uitsluitend methadon. Daarnaast werd bestudeerd of dit ook gold voor het gedrag, het sociale en maatschappelijke functioneren, illegaal druggebruik en de daaraan gerelateerde overlast.
Deelnemers waren mensen met een langdurige (vijf jaar of langer) heroïneafhankelijkheid (meestal ex-deelnemers aan methadonprogramma’s die in aanmerking kwamen voor hoge doseringen methadon). Vrijwel allemaal hadden ze een slechte lichamelijke conditie, ernstige psychische problematiek en gebruikten ze dagelijks heroïne. In 2002 verscheen de eindrapportage van de Centrale Commissie Behandeling Heroïneverslaafden (CCBH), die dit project ontwikkelde en uitvoerde. De CCBH vond dat een gecontroleerde behandeling met heroïne in combinatie met methadon effectiever was dan de continuering van behandeling met uitsluitend methadon. Groepen die zowel heroïne als methadon kregen, lieten de beste resultaten zien. Er was sprake van een verbetering van de gezondheid en sociaal functioneren en een scherpe reductie in tijd die besteed werd aan illegale activiteiten. Bij de controlegroepen lag dit percentage lager. De commissie concludeerde dat de gecontroleerde verstrekking van heroïne een nuttige aanvulling kon zijn op het bestaande behandelaanbod.
Sinds 2006 is heroïne (onder de naam diacetylmorfine) geregistreerd als geneesmiddel voor de behandeling van heroïneverslaving in door het Ministerie van VWS aangewezen behandelcentra.